# Tepehua de Huehuetla
El Tepehua de Huehuetla  es idioma moribunda Tepehua language hablando en Huehuetla, en el noreste del estado Hidalgo, México. Hubo menos de 1500 hablantes en 2001 según Kung.

## Syntax
El orden de palabaras tiende a ser VSO, aunque también puede ser SVO.

## Morphology
El Tepehua de Huehuetla tiene una variedad grande de afijos.
Afijos que cambian la valencia
- Reflexivo -kan
- Recíprico laa-
- Dativo -ni
- Causativo maa-
- Instrumental puu-
- Comitativo t'aa-
- Aplicativo lhii-

Afijos derivativos aspectuales
- Incoativo ta-
- Inminente ti-
- Ida y vuelta kii-
- Ambulativo -t'ajun
- Empezar-tzuku
- Desiderativo -putun
- Repetitivo -pala
- Otra vez -choqo
- Todo -qoju
- Distal -chaa y Proximó -chii

Afijos derivativos
- Nominalizador agentivo –nV7
- Nominalizadores non-agentivos –ti y -nti
- Deverbalizador -n
- Prefijos instrumentales paa- y lhaa-
- Prefijo locativo puu-
- Prefijo aplicativo lhii-
- Prefijo comitativo t'aa-